# Siete dolores de María Santísima (Casas Altas)
Los siete dolores de María Santísima en Casas Altas constituyen una singular devoción religiosa católica existente en Casas Altas, municipio de la comarca del Rincón de Ademuz, Comunidad Valenciana, España. Su práctica tradicional evoca y conmemora los siete episodios más tristes y atormentados en la vida de la Virgen María, madre de Jesús de Nazaret.
En la localidad pueden verse los casilicios con los ladrillos cerámicos que contienen la devota representación. Se trata de siete pilones de obra levantados en el terraplén, sobre la ladera oriental del Pinar, en el camino que conduce al Calvario y al viacrucis local.

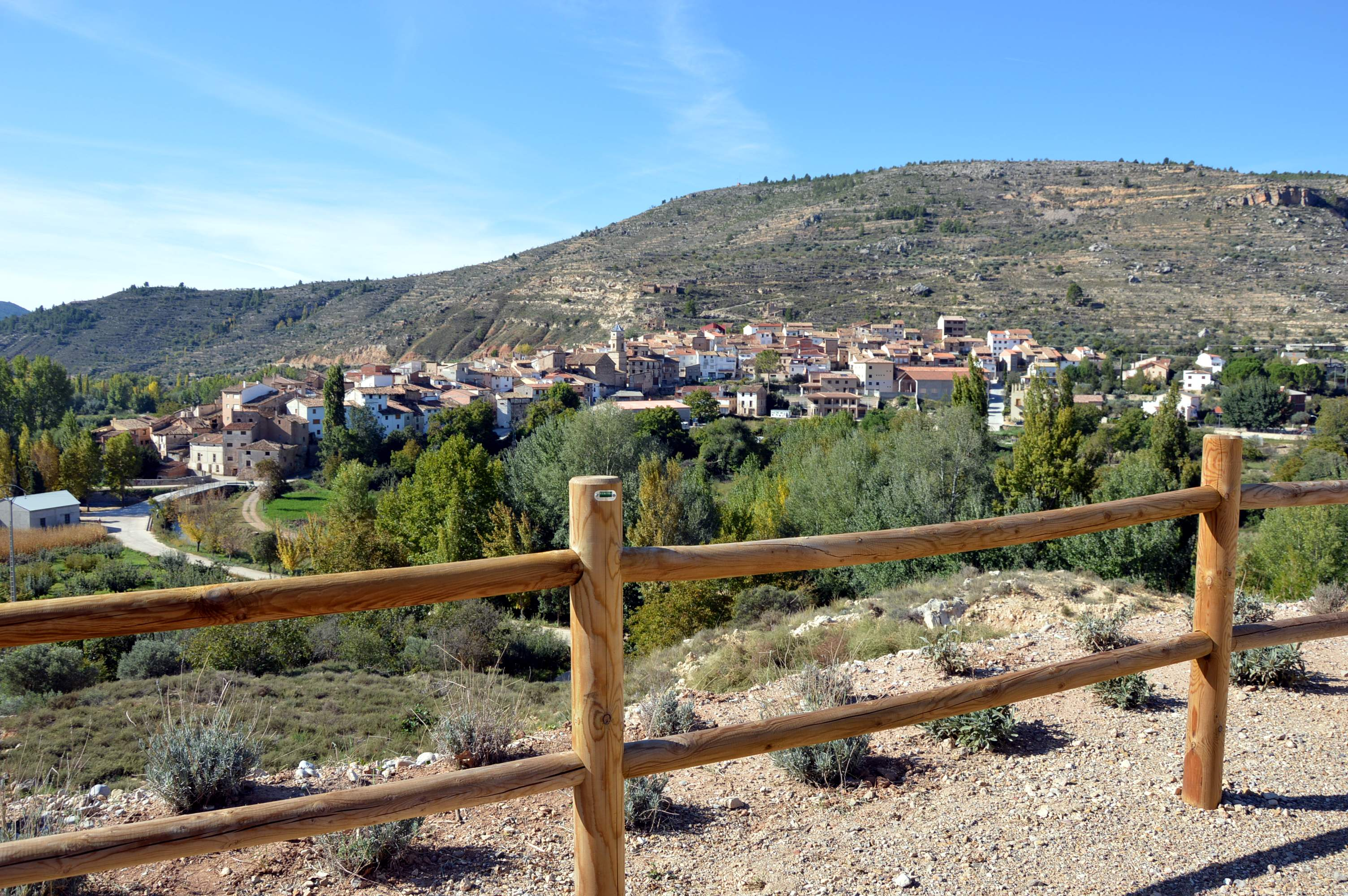
Vista general de Casas Altas (Valencia), desde el Mirador.

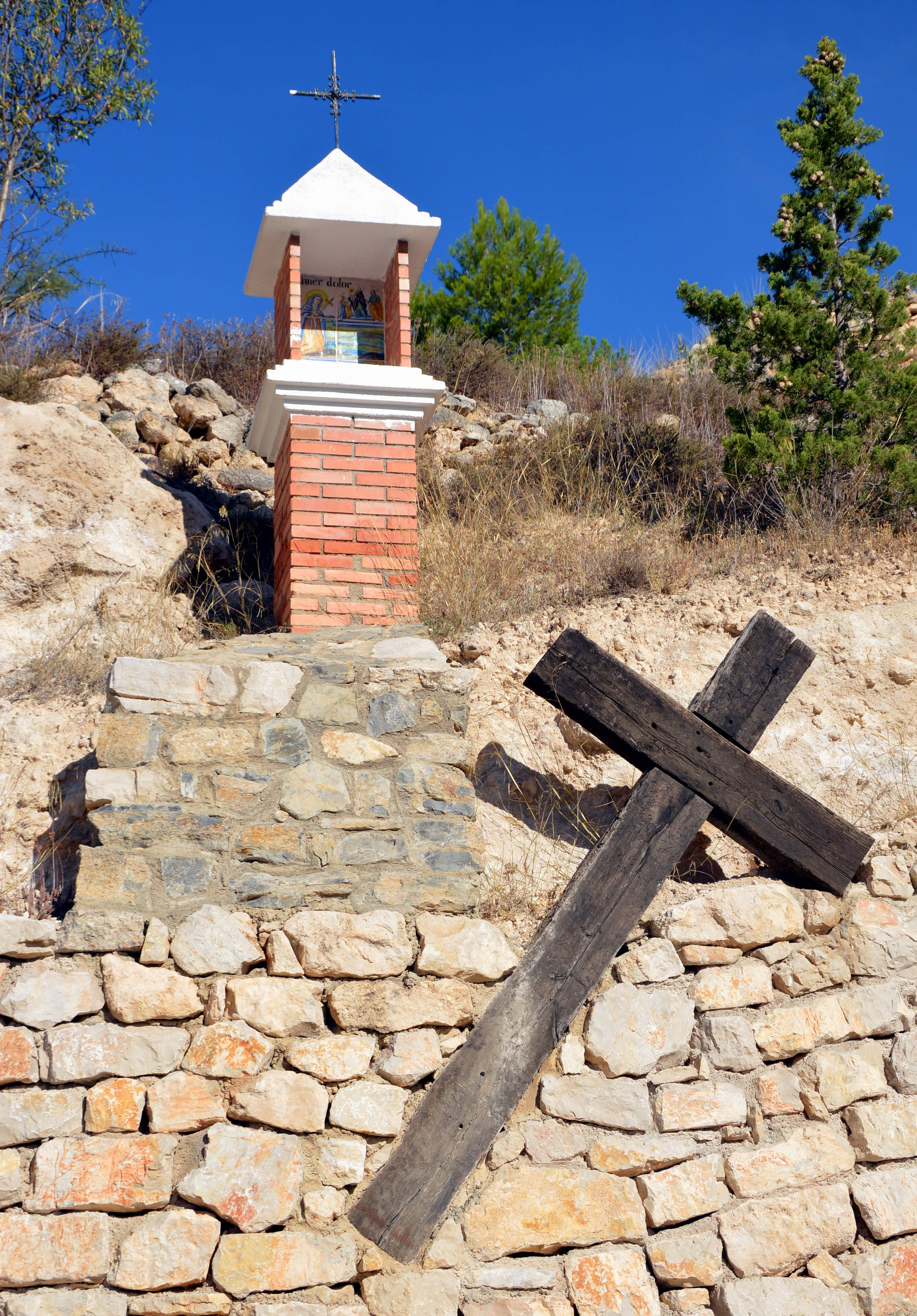
Vista del primer pilón de los siete dolores de María en Casasaltas (Valencia), con detalle de cruz.

## Orígenes de la devoción mariana
Popularmente se admite que la devoción a los siete dolores de María se desarrolló por diversas revelaciones privadas. Al parecer, la costumbre se originó en la Orden de los Servitas (frailes siervos de María), probablemente después que se fundara en monte Senario, lugar cercano a Florencia, Italia (1233).
En la tradición europea, se dice que la Virgen María comunicó a santa Brígida de Suecia (1303-1373) la siguiente consideración: «Miro a todos los que viven en el mundo para ver si hay quién se compadezca de Mí y medite mi dolor, mas hallo poquísimos que piensen en mi tribulación y padecimientos. Por eso tú, hija mía, no te olvides de Mí que soy olvidada y menospreciada por muchos. Mira mi dolor e imítame en lo que pudieres. Considera mis angustias y mis lágrimas y duélete de que sean tan pocos los amigos de Dios».

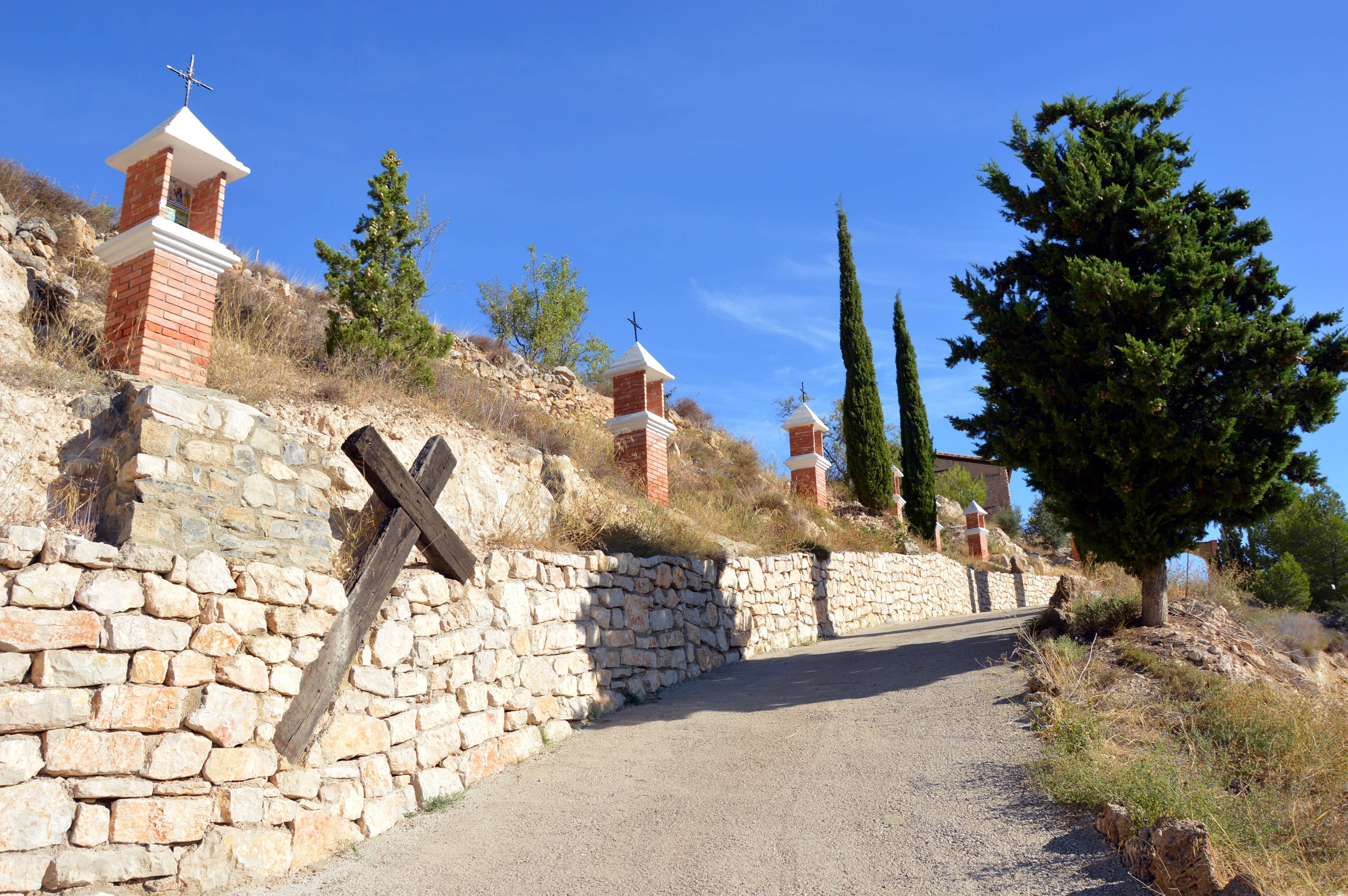
Vista del camino de los siete dolores de María en Casasaltas (Valencia).

En la práctica española, la devoción se vincula a la reina Juana I de Castilla, más conocida como Juana la Loca (1479-1555), que introdujo la piedad tras la muerte repentina de su marido, Felipe el Hermoso (1506). Justamente, la conmemoración evoca la tristeza profunda de María después de la crucifixión de su hijo y antes de la Resurrección. En la misma tradición occidental, según san Alfonso María de Ligorio (1696-1787), el Señor reveló a santa Isabel de Hungría (1207-1231) que él concedería cuatro gracias especiales a los devotos de los siete dolores de María de la siguiente forma:
1. Aquéllos que antes de su muerte invoquen a la Santísima Madre en nombre de sus dolores, obtendrán una contrición perfecta de todos sus pecados.
2. Jesús protegerá en sus tribulaciones a todos los que recuerden esta devoción y los protegerá muy especialmente a la hora de su muerte.
3. Imprimirá en sus mentes el recuerdo de Su Pasión y tendrán su recompensa en el cielo.
4. Encomendará a esas almas devotas en manos de María, a fin de que les obtenga todas las gracias que quiera derramar en ellas.

Desde una óptica historiográfica, se trata de una tradición de origen medieval, cuya práctica se encuadra de pleno en la más escrupulosa religiosidad mariana, esencialmente propugnada a mediados del setecientos, como reacción a las tesis jansenistas (creencia en la predestinación y las relaciones del libre albedrío y de la gracia) cuando comenzaban a divulgar que la devoción a la Santísima Virgen es una mera superstición. En defensa de Nuestra Señora, Alfonso María de Ligorio escribió una de sus más célebres obras (1750). El símbolo habitual de los siete dolores es un corazón (el corazón doloroso de María): una víscera cardiaca traspasada por siete espadas, referidas a la profecía de Simeón, cuando Jesús fue presentado en el templo (Cf. Lucas 2, 33-35). Encima del corazón se dibujan unas lenguas de fuego, representando el amor ardiente de María, a Dios y a la humanidad.

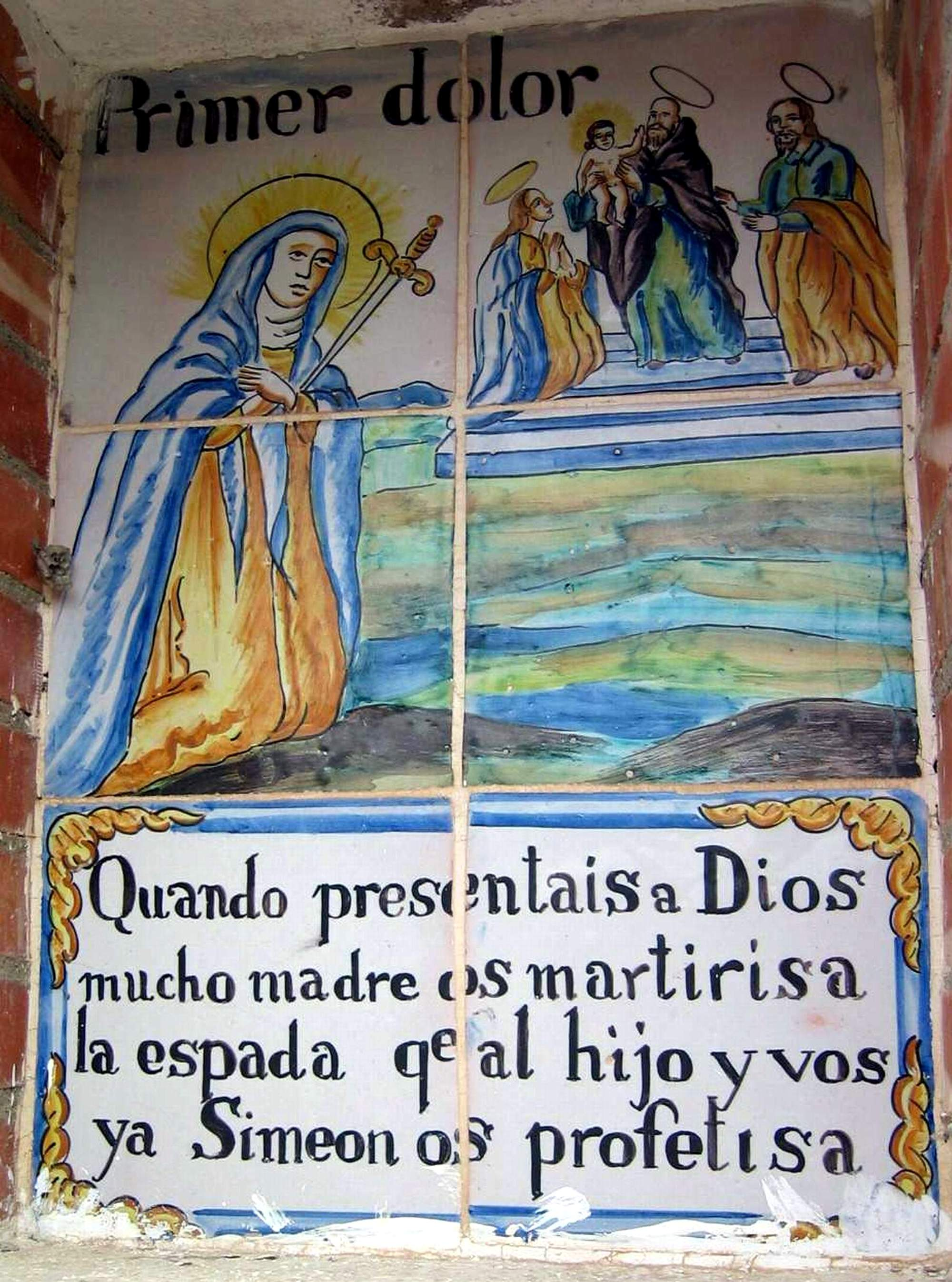
Detalle de plafón cerámico correspondiente al primero de los siete dolores de María en Casasaltas (Valencia).

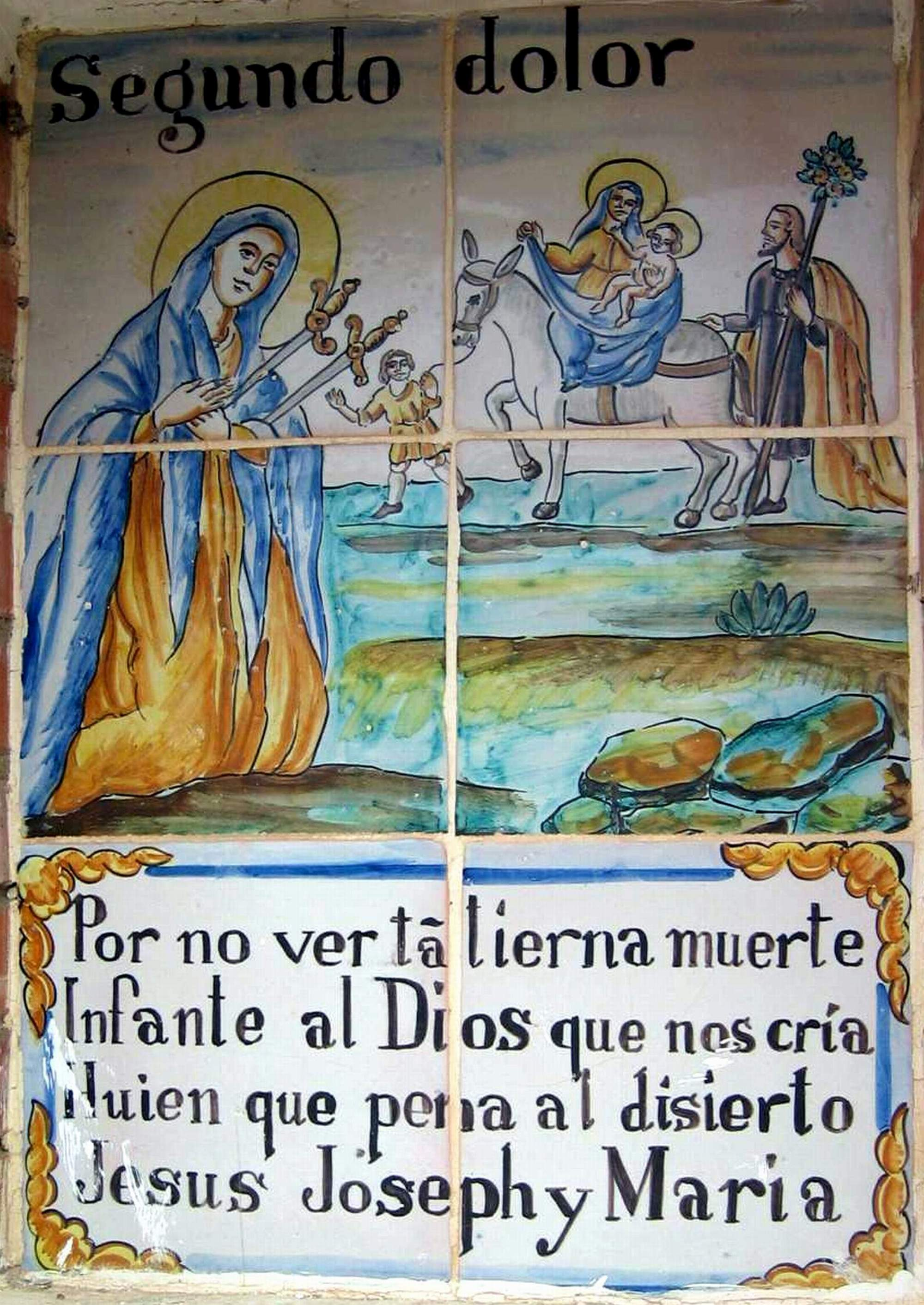
Detalle de plafón cerámico correspondiente al segundo de los siete dolores de María en Casasaltas (Valencia).

## Ubicación y descripción de los pilones
Los pilones -casilicios o casalicios- de los siete dolores de Casas Altas se hallan en un paraje frente al pueblo, ubicado en la ladera oriental del cementerio municipal, otro lado de la carretera de Valencia-Ademuz, por donde discurre el camino que conduce al rellano del Calvario. Fueron construidos al comienzo de los años setenta del pasado siglo XX, al mismo tiempo que las estaciones del viacrucis.
Se trata de siete construcciones de ladrillo, en forma de columna cuadrangular, con un resalte de obra en la parte alta, a modo de cornisa, sobre la que se dispone propiamente la hornacina con los azulejos, cubierta por un tejadillo piramidal, rematado con un vástago en forma de cruz. Componen el cuadro seis baldosas en suaves tonos verdosos, azules y ocres: las cuatro primeras (superiores) representan a la Virgen María (izquierda), levemente arrodillada, vestida con túnica y cubierta con velo azul y nimbo de santidad: con una sucesión de espadas clavadas en el pecho, una por cada dolor. A la derecha de la Virgen se representa el motivo pictórico alusivo. Las dos últimas baldosas (inferiores) contienen un texto, específico para cada estación, ribeteado por una cenefa. El estilo de los dibujos es barroco, mientras que los trazos de la caligrafía son gotiformes, según modelos utilizados por la cerámica valenciana (siglos XVII-XIX), aunque las arcillas no se juzgan tan antiguas, pudiendo ser copias de ejemplares arcaicos.
- El primer dolor describe la profecía de Simeón (Cf. Lucas 2, 22-35). El motivo pictórico simboliza la presentación de Jesús en el templo. La Virgen aparece con una espada clavada en el pecho, mientras que en la otra escena se representa al Niño, sujetado en alto por un anciano venerable, con los padres (María y José) situados a ambos lados. Todas las figuras poseen halo de santidad. En el recuadro de la cenefa (ladrillos inferiores) se lee: Quando presentais a Dios/ mucho madre os martirisa/ la espada qe al hijo y vos/ Ya Simeon os profetisa.[1]

- El segundo dolor detalla la huida a Egipto (Cf. Mateo 2, 13-15). El motivo pictórico representa aquella evasión, para evitar la matanza de Jesús a manos de los esbirros de Herodes. La Virgen aparece con dos espadas clavas en el pecho, mientras que en la otra escena se representa a María con el Niño en brazos (ambos con aureola), a lomos de un borriquillo, de cuya rienda tira un infante. Detrás camina san José, portando un bastón florido. En el recuadro de la cenefa se lee: Por no ver tan tierna muerte/ Infante al Dios que nos cría/ Huien que pena al disierto/ Jesús Joseph y María.[1]

- El tercer dolor relata la pérdida del Niño Dios en el Templo (Cf. Lucas 2, 41-50). El motivo pictórico representa aquel quebranto. La Virgen aparece con tres espadas clavadas en el pecho, mientras que en la otra escena se presenta a Jesús niño con aureola, en lo alto de un podio escalonado, donde hay cuatro figuras más con la cabeza cubierta: dos en cada nivel, representado a los sacerdotes judíos. Curiosamente, el que hay en el nivel superior, mano derecha del Niño, aparece tocado con una mitra episcopal con una cruz dibujada (anacronismo). En el recuadro de la cenefa se lee: Io sin Jesús voi perdida/ Donde estas mi dulce sentro/ Tres días vivo sin vida/ Pues le busco y no le encuentro.[2]

- El cuarto dolor cuenta el encuentro de María con Jesús, camino del Calvario (Cf. Lucas 2, 35), correspondiente a la IV estación del viacrucis. El motivo pictórico representa aquel acongojado momento. La Virgen aparece con cuatro espadas clavadas en el pecho, mientras que en la otra escena se representa escuetamente a Jesús, con sayal y ceñidor de cuerda, cargado con la cruz. En el recuadro de la cenefa se lee: Al ver a mi hijo fieles/ en la calle de amargura/ Decirme llena de ieles/ No canteis vida y dulsura.[2]

- El quinto dolor narra la muerte de Jesús en la cruz (Cf. Marcos 15, 42-46, Lucas 23, 44-46 y Juan 19, 17-39), correspondiente a la XII estación del viarucis. El motivo pictórico representa aquel instante. La Virgen aparece con cinco espadas clavadas en el pecho, mientras que en la otra escena se representa a Jesús crucificado y muerto. Por detrás de la cruz y abajo se dibuja un paisaje, figurando un caserío, y a los pies y delante un arbolillo desmochado, con varias ramitas de hojas. En el recuadro de la cenefa se lee: Duros ieros martirisan/ A mi Jesus sin razon/ Mas ai quan bien crusifican/ Sus clavos mi corazón.[2]

- El sexto dolor escenifica la recepción del cuerpo de Jesús por María, tras ser bajado de la cruz (Cf. Marcos 15, 43-46 y Juan 10,18), correspondiente a la XIII estación del viarucis. El motivo pictórico representa aquella situación. La Virgen aparece con seis espadas clavadas en el pecho, mientras que en la otra escena se la dibuja sedente, con el cuerpo muerto de Jesús, su Hijo amadísimo, al tiempo que levanta los brazos en cruz, señal de suprema desolación e impotencia. Detrás de ambas figuras se alza la cruz del martirio. En el recuadro de la cenefa se lee: En los brazos de la Aurora/ Sin vida el rrubio arrebol/ Triste gime, canta y llora/ Más que nunca salga el sol.[2]

- El séptimo dolor escenifica el momento en que el cuerpo muerto de Jesús es colocado en el sepulcro por José de Arimatea (Cf. Mateo 27,57 y Juan 19, 38-42), correspondiente a la XIV estación del viarucis. El motivo pictórico representa aquella aflicción. La Virgen aparece con siete espadas clavadas en el pecho, mientras en la otra escena, tres personas proceden al entierro de Jesús, disponiendo su cuerpo en el sepulcro, envuelto en una sábana. En el recuadro de la cenefa se lee: Si el querme cerrais/ Dexar sepultura avierta/ Para mí que si enterrais/ A Jesús María es muerta.[2]

## Oraciones tradicionales en los siete dolores
Habitualmente, el devoto reza un padrenuestro y siete avemarías por cada uno de los siete dolores. Opcionalmente, al final se reza un ofertorio (obligado en la clausura). Asimismo, existe un collar de cuentas, similar al del Santo Rosario, para rezar los siete dolores. Posee cuarenta y nueve cuentas, dispuestas en círculo y organizados en series de siete esferitas. Cada sarta empieza con una medalla, que muestra uno de los siete dolores. Las cuentas en el círculo se usan para contabilizar las avemarías y las medallas para el padrenuestro. El círculo de computaciones posee, también, un colgante de cuatro esferitas, terminadas en una medalla de la Virgen Dolorosa, usadas para rezar las oraciones de clausura.
- La devoción de los siete dolores de María Santísima se encuadra en la tradición mariana europea popular, íntimamente emparentada con el viarucis, cuyo origen se halla en la baja Edad Media. Los elementos de cada estación (dolor) se hallan descritos en la Biblia (Evangelios), relativos a los momentos más dramáticos (dolorosos y conmovedores) de la vida de María en relación con Jesús, su Hijo amantísimo. Los pilones existentes en Casas Altas constituyen, pues, una bella muestra de la devoción en la localidad, única en la comarca, aunque su práctica se halle aparentemente relegada en la actualidad a la Semana Santa.

## Galería

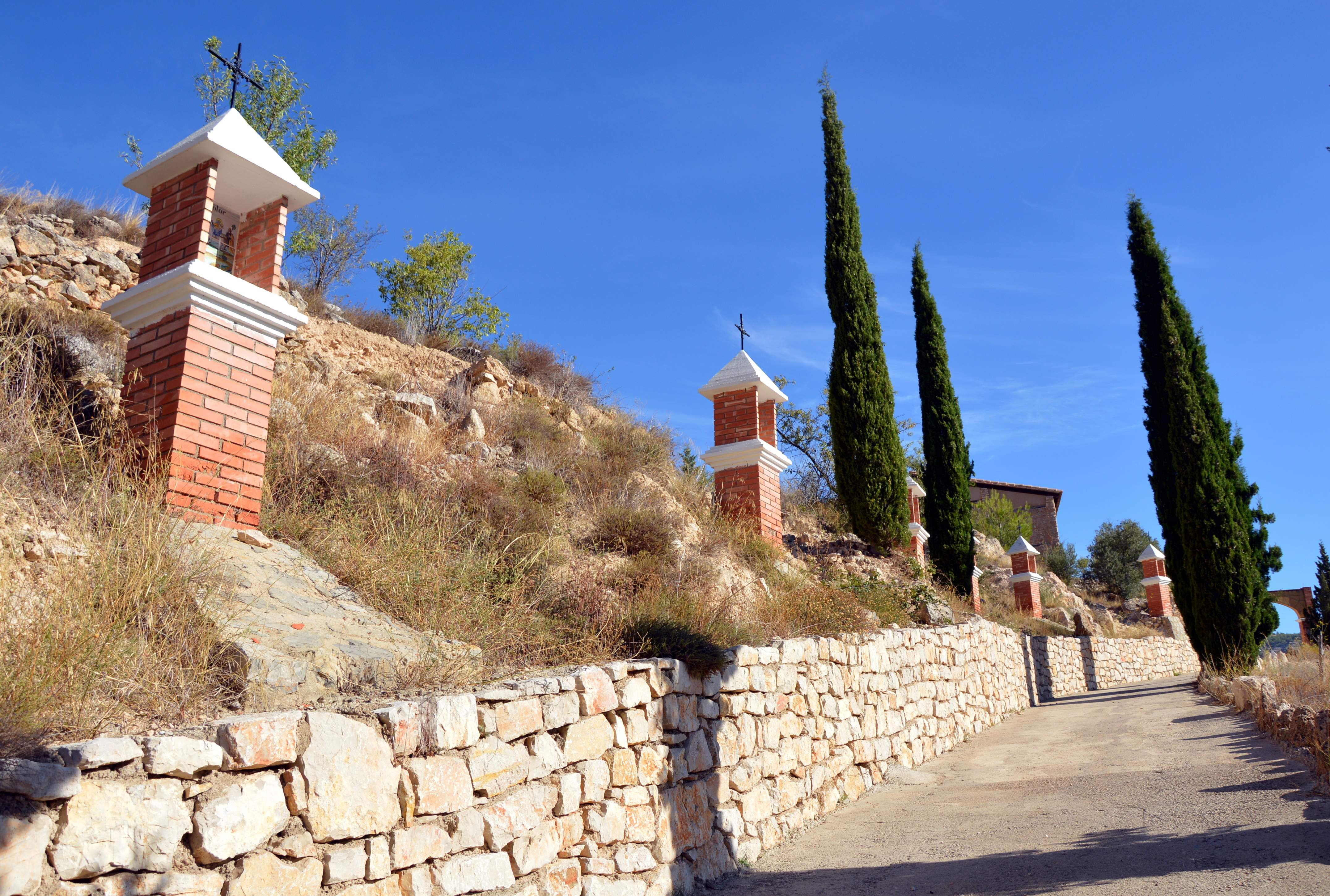
Vista del camino de los Siete Dolores de María en Casasaltas (Valencia).
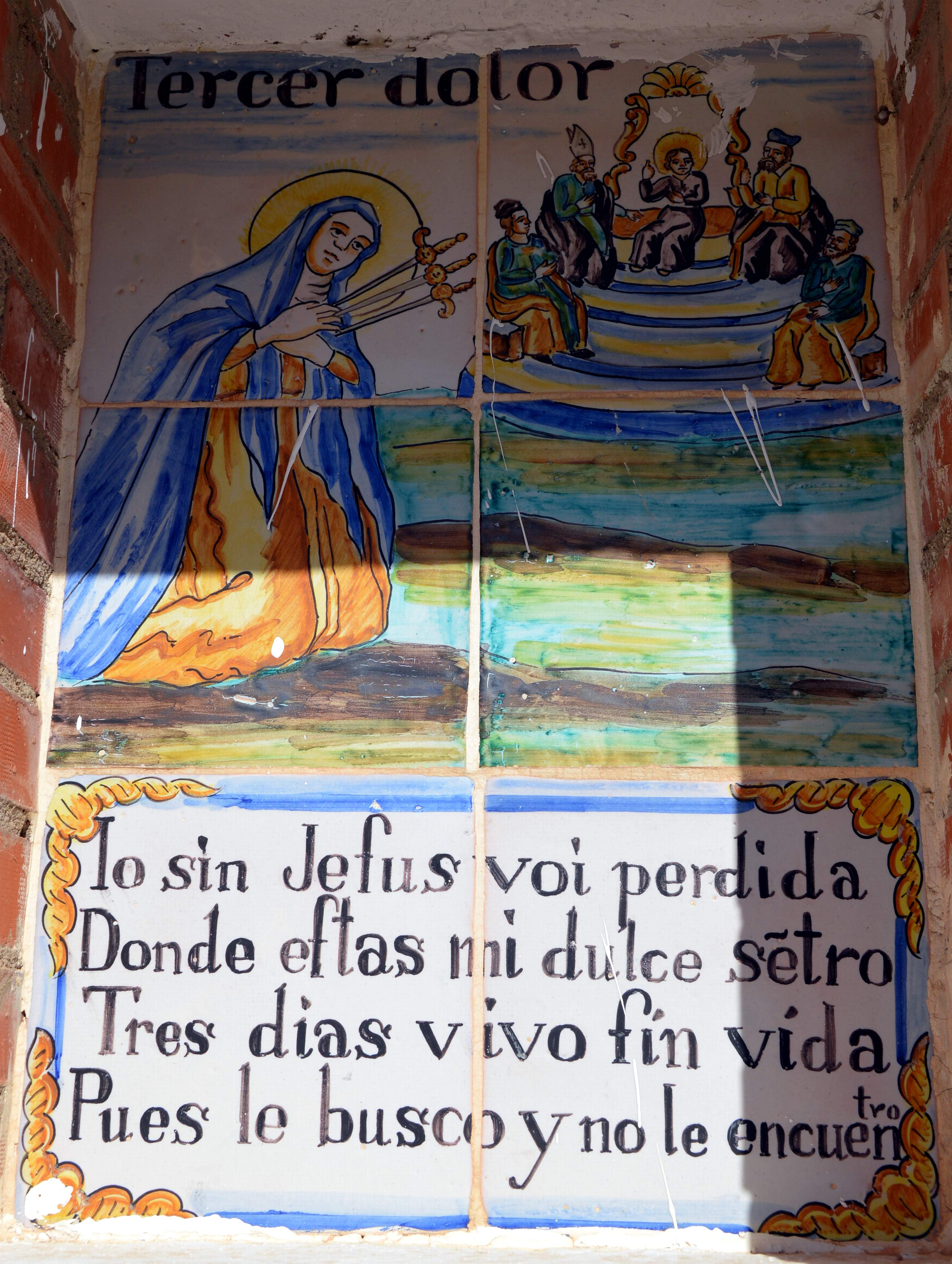
Detalle de plafón cerámico correspondiente al tercero de los Siete Dolores de María en Casasaltas (Valencia).
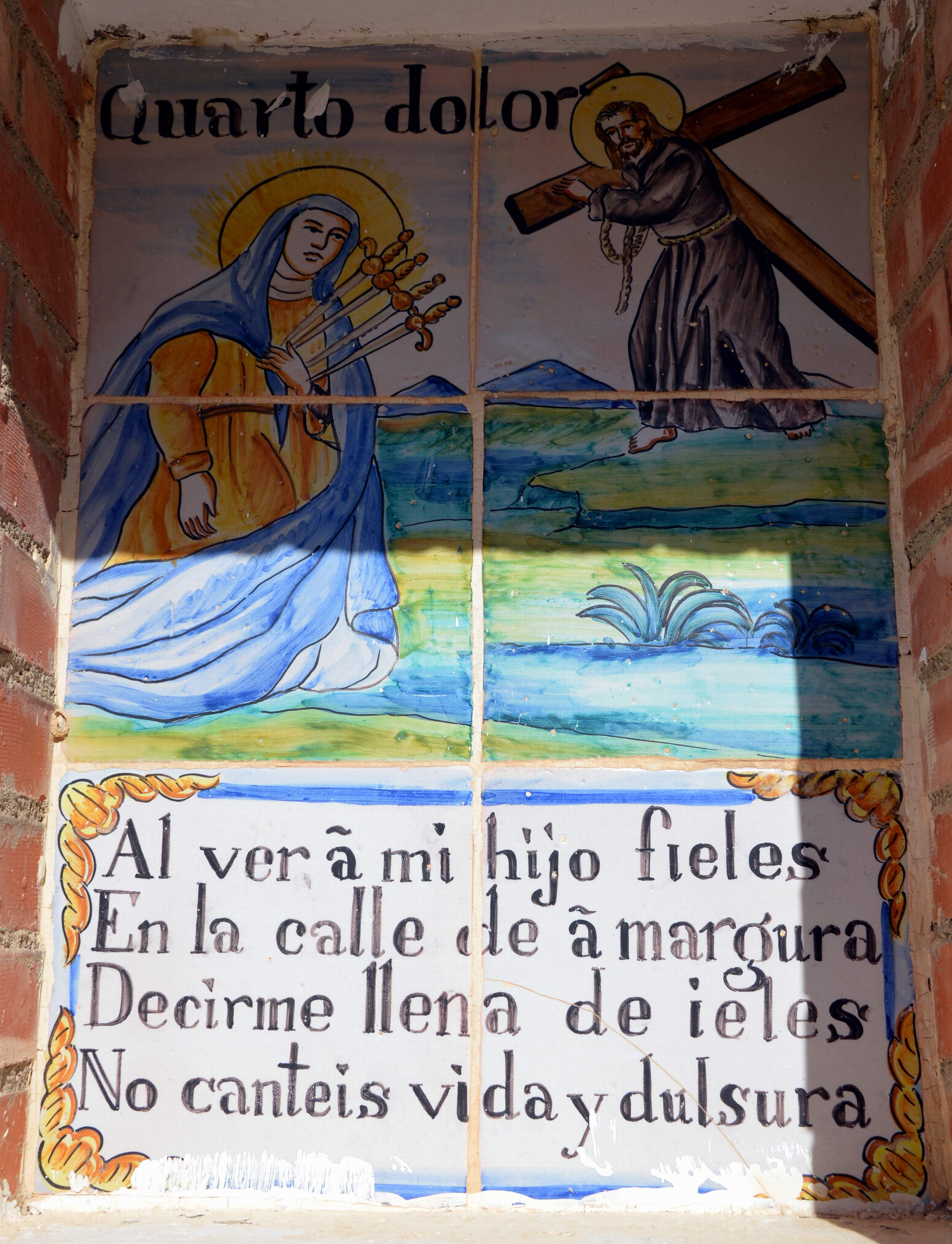
Detalle de plafón cerámico correspondiente al cuarto de los Siete Dolores de María en Casasaltas (Valencia).
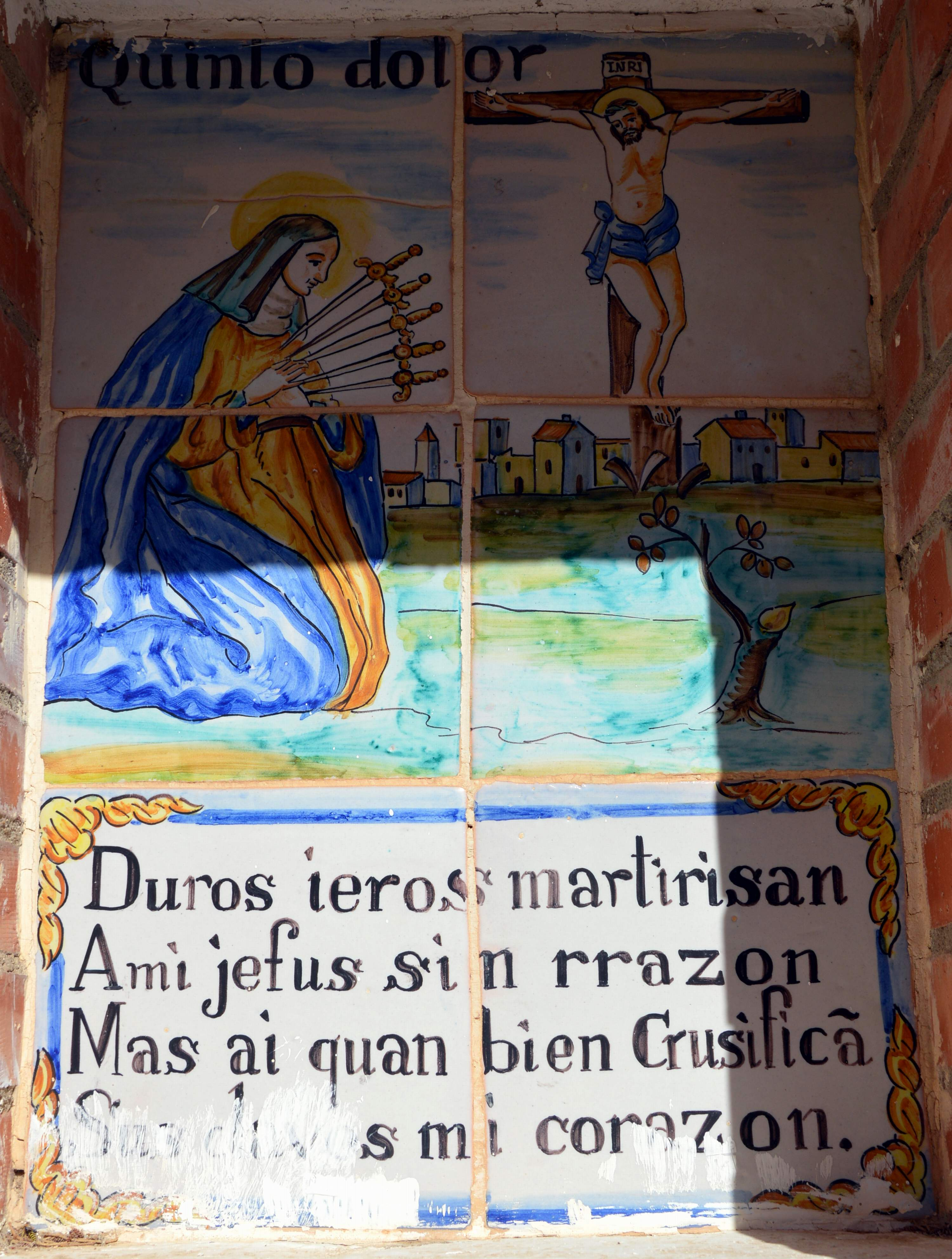
Detalle de plafón cerámico correspondiente al quinto de los Siete Dolores de María en Casasaltas (Valencia).
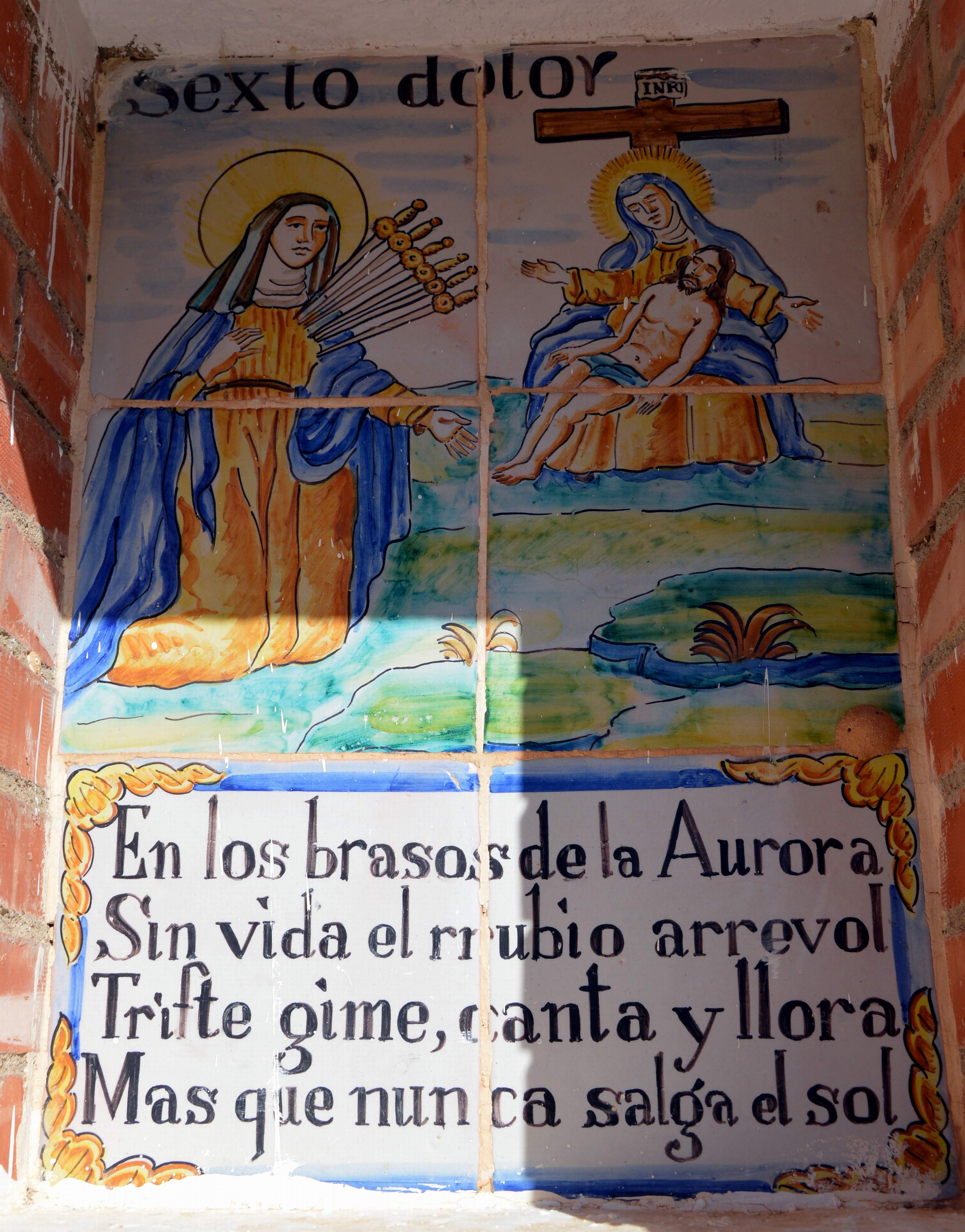
Detalle de plafón cerámico correspondiente al sexto de los Siete Dolores de María en Casasaltas (Valencia).
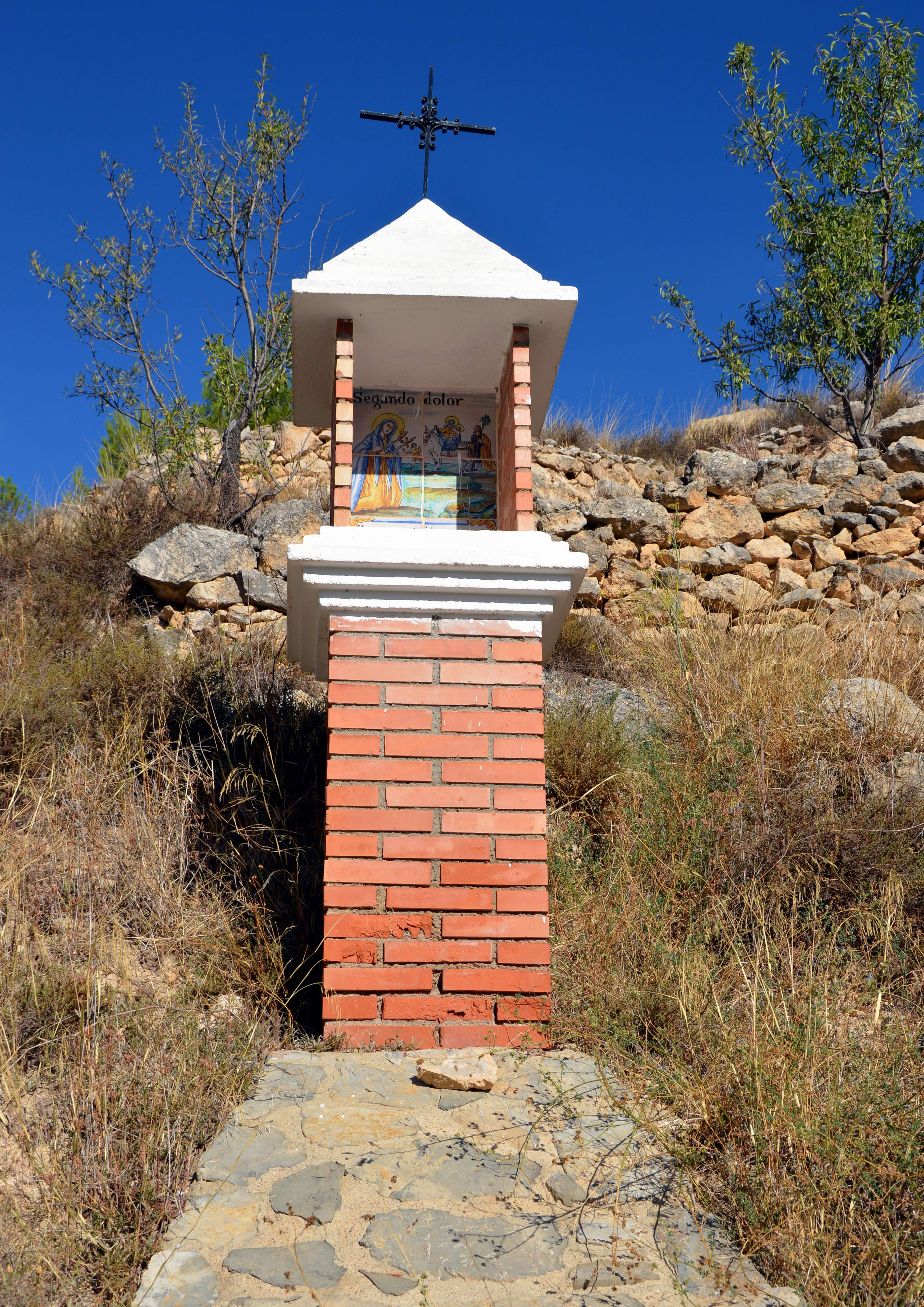
Detalle de pilón correspondiente a los Siete Dolores de María en Casasaltas (Valencia).